# Nagy Natália
Nagy Natália (Szeged, 1970. december 7. –) magyar színésznő, humorista, író.

## Életpályája

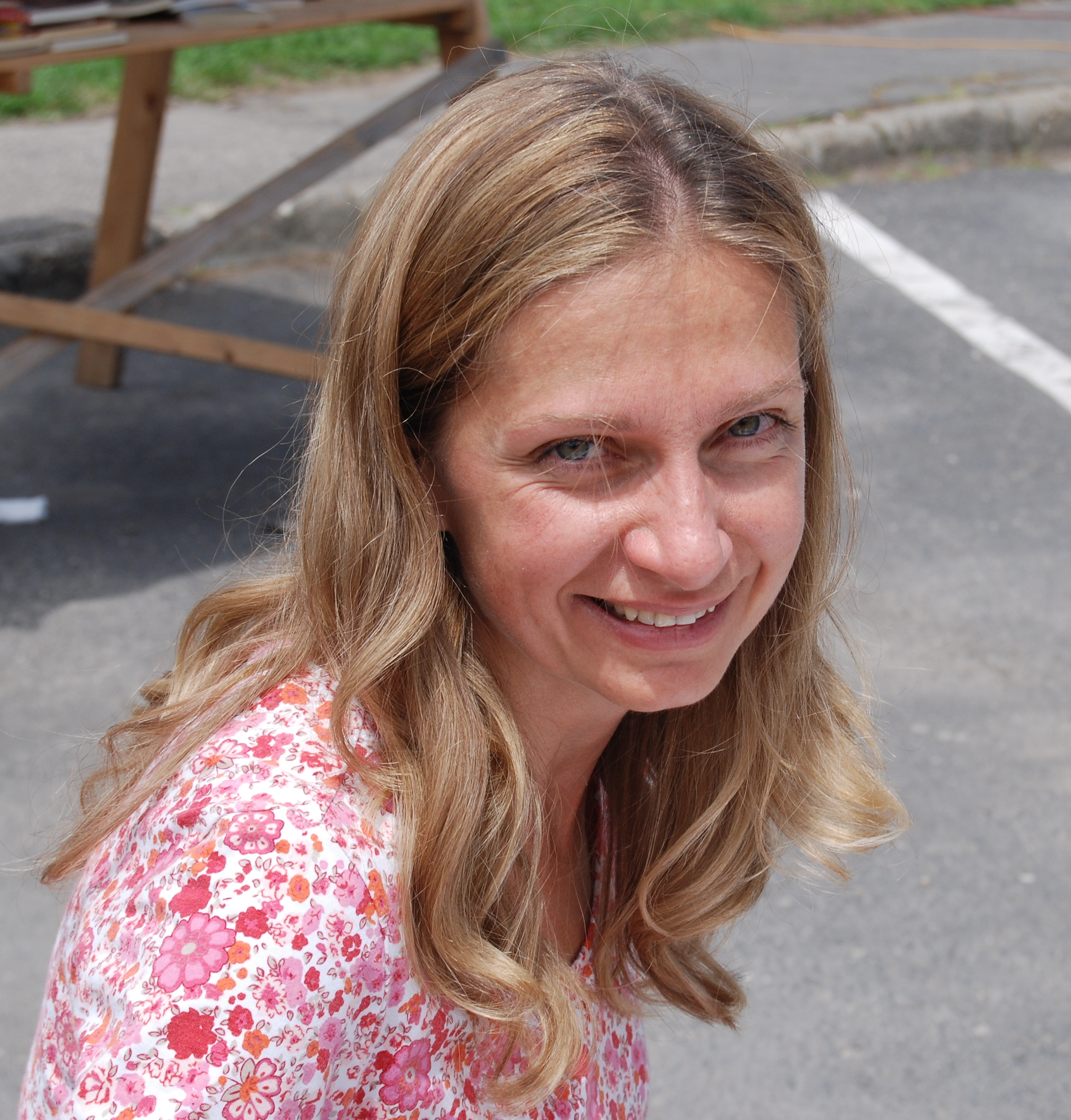
Egy tatai dedikáción

Szülei: Nagy Bandó András és Szulcsán Julianna. 
Középiskolai tanulmányait a Veres Pálné Gimnáziumban végezte el. Galla Miklós fedezte fel a színpad számára. 
1988–1997 között a L'art pour l'art társulattal lépett fel, 1990–1995 között tagja volt a Holló Színháznak is.
2004-ben kislánya született: Hanna
Férje: Vincze Attila Tamás, könyvkiadó/riporter

## Színházi szerepei
A Színházi Adattárban regisztrált bemutatóinak száma 2011. december 7-i lekérdezéskor: 1.
- Molière: Dandin György, vagy a megcsúfolt férj... Angyalka
- Bart: Oliver... Utcagyerek
- Fenyő Miklós: Hotel Menthol... Klipsz

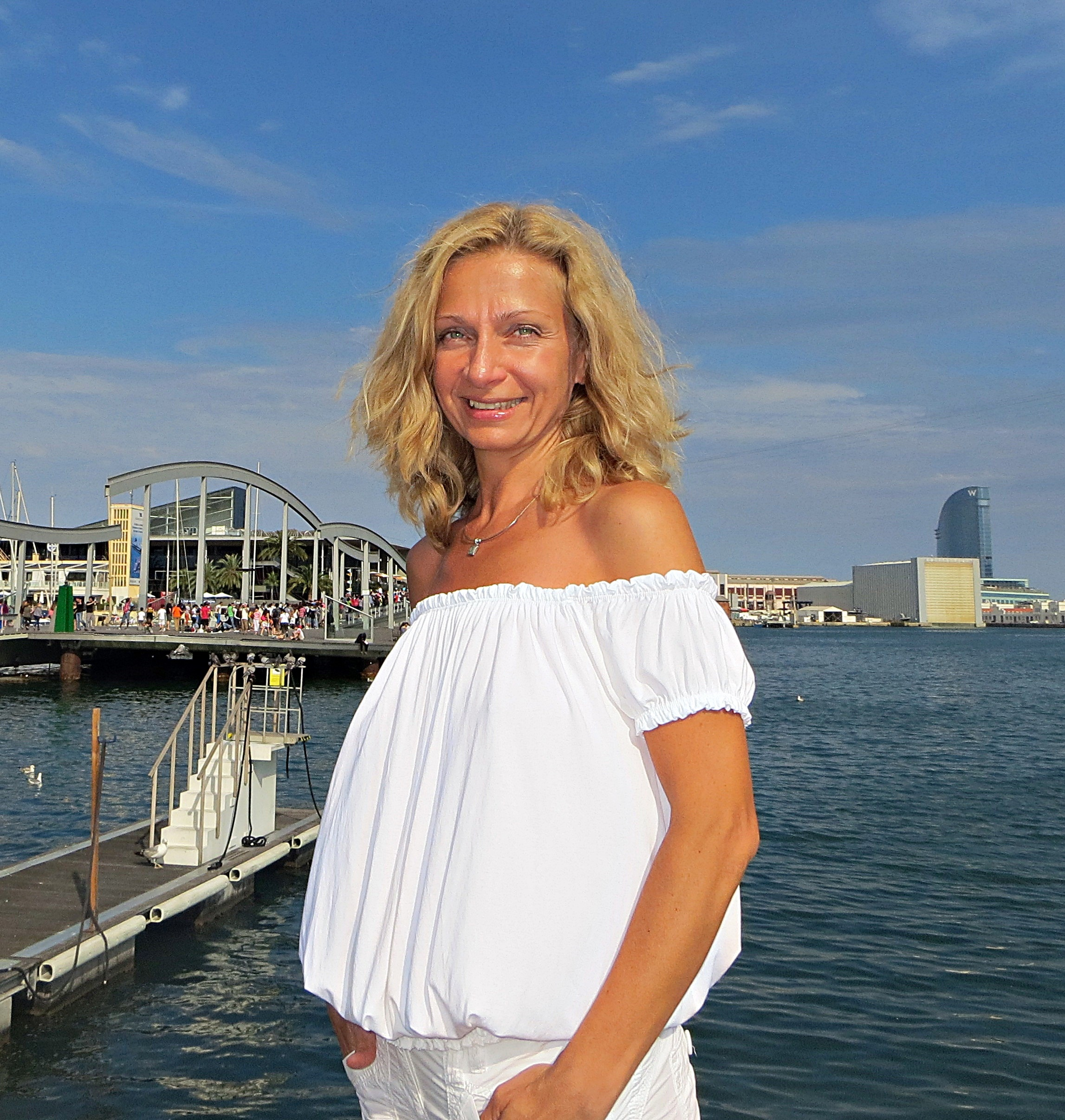
Nagy Natália Barcelonában 2013-ban

## Paródiái
- Bombanő[4]
- Farkas a mezőn
- Rengeteg parittya
- Tudnak-e a hollók a víz alatt repülni, vagy megfulladnak?
- Az ember, akinek magnó van az orrában

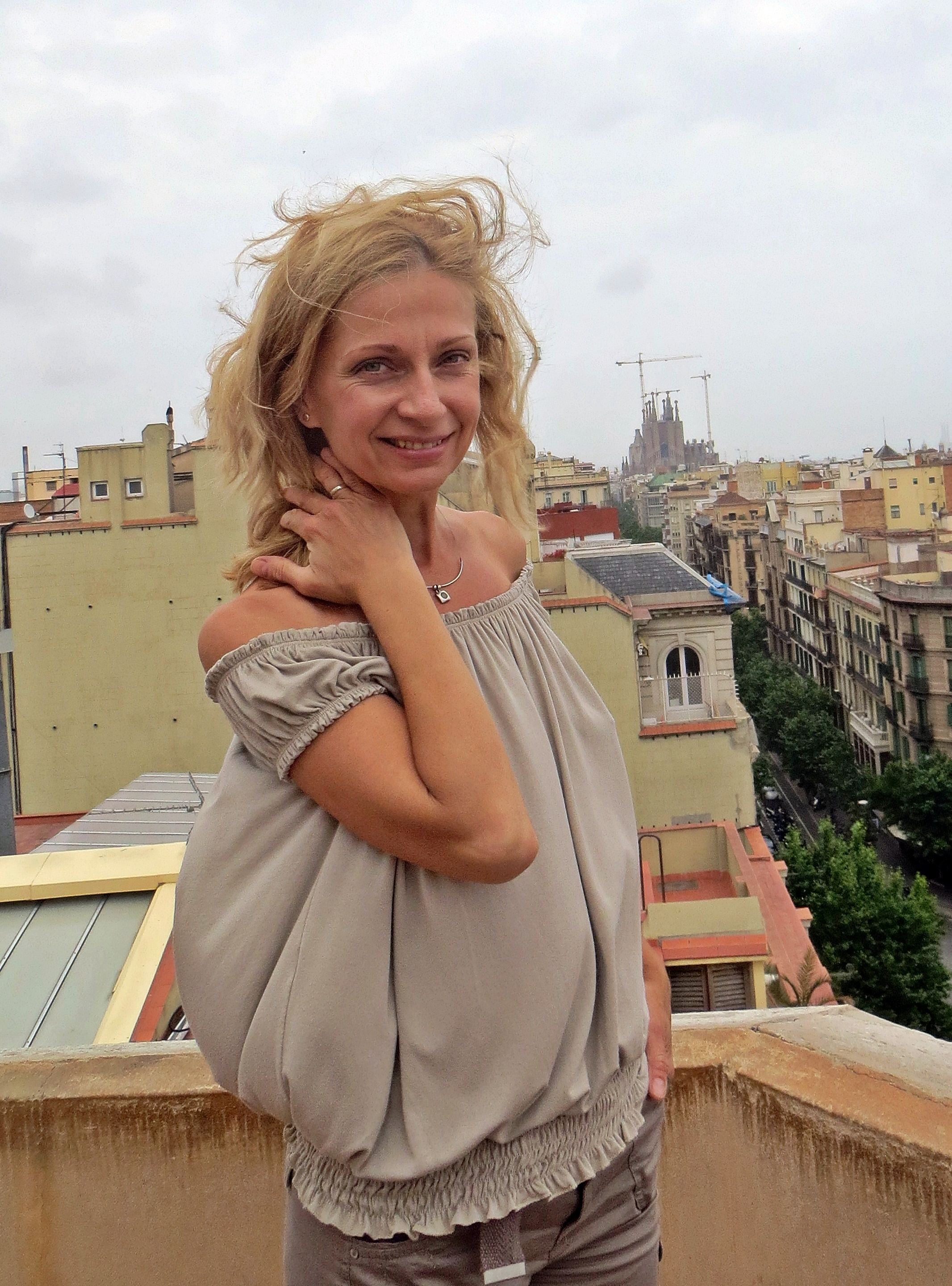
Nagy Natália és a Sagrada Família

## Filmjei
- Jön a medve! (1989)
- Vastyúk is talál szeget (1991–1999)
- Látogatják-e az emberek a Béka és Barack Vendéglőt, vagy elkerülik? (1993)
- Csinibaba (1997)[5]
- Zimmer Feri (1998)
- Magyar vándor (2004)
- A renitens (2025)

## Lemezei
- 1995 – L'art pour l'art Társulat: Vastyúk is talál szeget
- 1996 – L'art pour l'art Társulat: Lila Liba
- 1998. október 28. – Zsákbamacska minden nő
- 2001 – Legyél állat![6]
- 2003 – Magyar vándor (a filmzene-lemezen az Észkombájn című szám előadója)[7]
- 2005 – Janikovszky Éva: Égigérő fű (A hangos regény előadója)[8]
- 2010 körül megjelent hangoskönyvei: Kosztolányi Dezső: Zsivajgó természet; Nemere István – Nagy Bandó András: A költő és kutyája; Nagy Bandó András: Delfint keresünk

## Könyvei

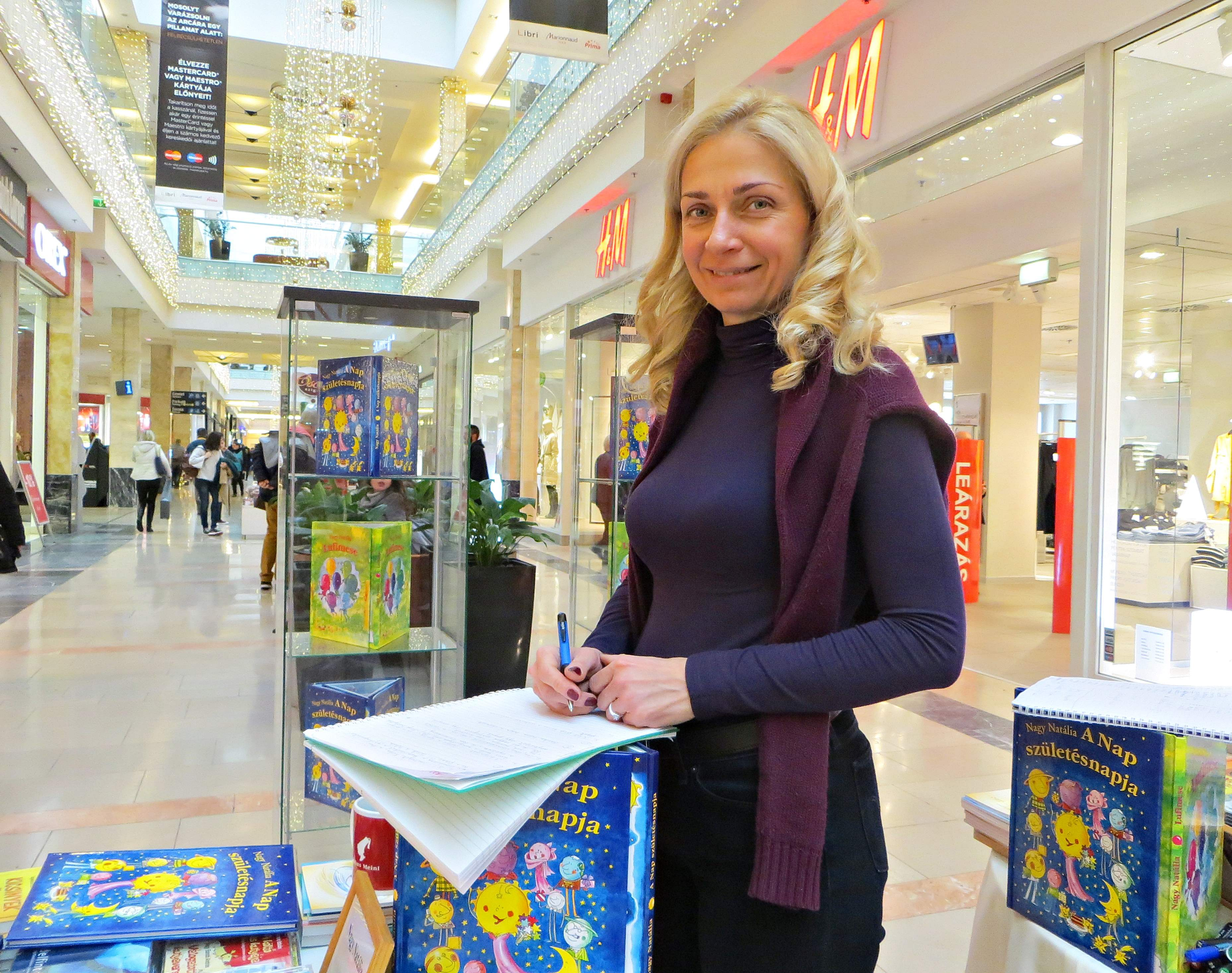
Karácsonyi dedikálás Budapesten (2015)

- 2007 – A Nap születésnapja, Szamárfül Kiadó
- 2008 – Lufimese, Szamárfül Kiadó
- 2008 – Zsenik egymásról (Vincze Attilával közös gyűjtemény)
- Zsenik humorosan. Nagy Natália és Vincze Attila gyűjteménye; Világóceán, Százhalombatta, 2011
- Zsenik nemzetről, hazáról, Magyarországról. Nagy Natália és Vincze Attila gyűjteménye; Világóceán, Százhalombatta, 2011
- Nagy Natália–Vincze Attila: A dzsungel kölykei Szegeden. A gödöllői ovisok kalandjai; Világóceán, Százhalombatta, 2011
- A nő és a tenger. Nagy Natália és Vincze Attila válogatása a világirodalom legszebb szerelmes verseiből, Kosztolányi Dezső fordításában
- A szénanáthás ló; Dedikált Könyvek, Mogyoród, 2021